# Olodumare
Olodumare (ioruba: O-lo-dù-ma-rè) També conegut com a Olorun (Totpoderós) és el nom donat a una de les tres manifestacions del Déu Suprem o Ser Suprem en el panteó ioruba: Olodumare, el Creador; Olorun, governant dels cels; i Olofi, qui és el conduït entre Orún (Cel) i Ayé (Terra).
Els iorubes creuen que Olodumare és omnipotent i que és, també, el responsable de la creació de tota vida. És tradicional dir que tot és en mans de Déu (Olodumare) quan se'n van a dormir de nit.
El nom Olodumare simbolitza una entitat divina que no té pare ni mare ni es troba lligada per l'espai. També creuen que ha creat totes les demès forces de l'univers per tal que ajudin a continuar l'evolució d'aquest.
Històricament, els iorubes no han adorat Olodumare, no hi ha cap capella específica dedicada a ell ni se lo solen dedicar sacrificis. Se'l considera l'origen de la virtut i la mortalitat. Es creu que atorga el coneixement de totes les coses a totes les persones en el moment del seu naixement. Els iorubes l'invoquen quan altres deïtats es mostren poc disposades a ajudar, o bé semblen incapaces de fer-ho.